# Cerapteryx pallida
Cerapteryx pallida là một loài bướm đêm trong họ Noctuidae.